# Miody dębickie
Miody dębickie – regionalny produkt pszczelarski, charakterystyczny dla powiatu goleniowskiego. 19 stycznia 2016 wpisany na polską listę produktów tradycyjnych (zgłaszającymi byli Danuta i Bogumił Szymańscy z Dębic w gminie Maszewo).

## Historia
Pod nazwą ''miody dębickie'' wytwarzanych jest kilka odmian miodu, w tym wielokwiatowy, faceliowy, lipowy, rzepakowy, gryczany, nawłociowy, czy leśny. Pożytek pochodzi przede wszystkim z łąk i lasów mieszanych gminy Maszewo w województwie zachodniopomorskim. Tradycja jego przygotowywania jest żywa od drugiej połowy lat 40. XX wieku, kiedy to przyjechali tutaj polscy pionierzy z Kresów Wschodnich, w tym osadnicy wojskowi. Użytkowali oni początkowo ule poniemieckie, a potem nowsze. W latach 50. i 60. XX wieku doszło do znaczącego rozwoju pasiek w powiecie goleniowskim. Umożliwiło to wytwarzanie miodu nie tylko na pożytek własny, ale też na sprzedaż do Spółdzielni Ogrodniczo-Pszczelarskiej w Nowogardzie oraz prywatnych odbiorców z bliższej i dalszej okolicy. Był to wówczas głównie miód wielokwiatowy i lipowy. Z czasem producenci rozwinęli współpracę z PGR-ami (np. dębickim), związkami pszczelarskimi oraz rolnikami indywidualnymi.
Obecnie miód dębicki wytwarza kilka rodzin z powiatu goleniowskiego. Jest on oferowany m.in. na różnych targach, kiermaszach i krajowych imprezach promujących żywność tradycyjną oraz regionalną.

## Charakterystyka
W zależności od gatunku miodu, jego barwa jest jasno-słomkowa, brunatna, zielonkawa lub ciemnobrązowa, przy czym na ogół miody wiosenne są jasne, natomiast letnie ciemne. Miody wcześniejsze mają delikatniejszy, bardziej kwiatowy smak i zapach, a późniejsze smak bardziej wyrazisty. Spośród wszystkich wytwarzanych gatunków najszybciej krystalizacji ulega miód rzepakowy. Konsystencja jest różna: płynna, krupowata lub skrystalizowana.